# Rundfunkjahr 1995

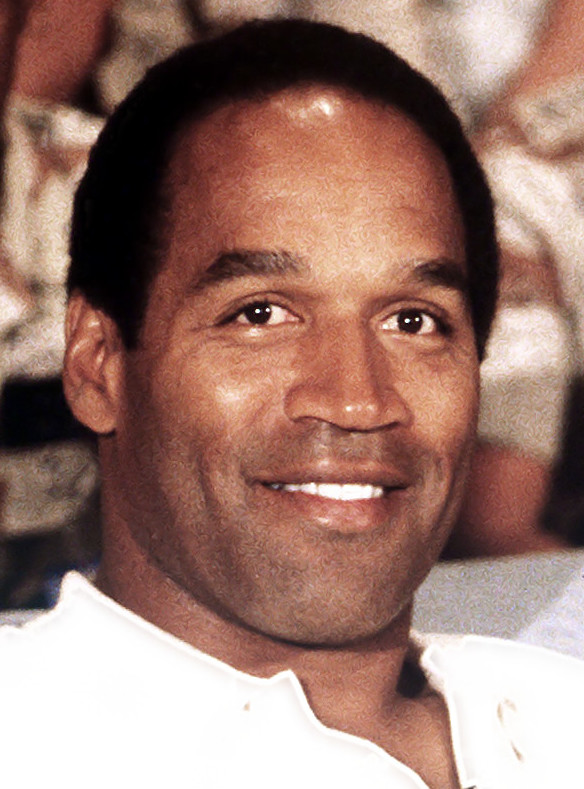
1995: Der Prozess gegen den ehemaligen Footballstar O. J. Simpson sorgt für Rekordeinschaltquoten in den USA

Liste der Rundfunkjahre

◄◄ | ◄ | 1991 | 1992 | 1993 | 1994 | Rundfunkjahr 1995 | 1996 | 1997 | 1998 | 1999 | ► | ►►

Weitere Ereignisse

## Allgemein
- 1. Januar – Gerhard Zeiler löst Gerd Bacher als ORF-Generalintendant ab. Damit geht die vierte und letzte Amtsperiode Bachers zu Ende.
- Februar – Als eines der ersten deutschsprachigen Printmedien startet die österreichische Tageszeitung Der Standard einen Webauftritt unter der Adresse derStandard.at.
- 6. März – Start des neuen Programmschemas im ORF-Fernsehen. Die Reform, initiiert vom neu gewählten Generalintendanten Gerhard Zeiler, gilt als der tiefste Einschnitt in der Geschichte des Unternehmens seit dem Amtsantritt von Gerd Bacher 1967. Beide Kanäle senden von nun an durchgehend, es kommen mehr Sendungen zum Einsatz, die an den Programmen der „Privaten“ orientiert sind.
- 27. März – Durch einen Bericht des österreichischen Nachrichtenmagazins Profil wird der „Fall Groer“ bekannt. Dem damaligen Erzbischof von Wien wird sexueller Missbrauch von Kindern und Jugendlichen vorgeworfen.
- 9. Juni – Auf die österreichische Fernsehmoderatorin Arabella Kiesbauer (Arabella) wird ein rassistisch motivierter Briefbombenanschlag verübt.
- 1. Juli – MTV Europe verschlüsselt die Abstrahlung seines Programms via Satellit.
- 14. Juli – Nach einer internen Umfrage am Fraunhofer-Institut für Integrierte Schaltungen in Erlangen wird der Kurzname MP3 für das Audiokompressionsverfahren MPEG-1 Layer III bzw. MPEG-2 Layer III festgelegt. Wenig später kommen erste Programme für entsprechende Audioanwendungen für PCs in Umlauf.
- 24. August – Microsoft veröffentlicht das Betriebssystem Windows 95.

## Hörfunk
- 1. Januar – WDR 5 startet als reines Wortprogramm nach dem Vorbild von Radio Four der BBC.
- 13. Januar – Auf Ö3 werden die letzten Ausgaben der Reihen Die Musicbox (seit 1967) und ZickZack (seit 1979) ausgestrahlt.
- 16. Januar – Sendestart von FM4. Der Sender übernimmt die sogenannte „alternative Musik“, da die Popwelle Ö3 zum Formatradio umgewandelt wird.
- 1. April – Eins Live löst WDR 1 ab. Der Musiksender ist als Formatradio konzipiert und soll der Konkurrenz der Privatradios begegnen.
- 7. Mai – Auf Ö1 wird zum ersten Mal das Computermagazin Matrix ausgestrahlt.
- 13. Mai – Auf den Frequenzen von FM4 wird der Eurovision Song Contest erstmals vom Kabarettduo Stermann & Grissemann satirisch kommentiert.
- 31. Juli – Der private Hamburger Sender OK Radio wird durch den Softpopsender OK Magic 95 ersetzt.
- 4. Oktober – Auf der ehemals von der Jazz Welle plus Hamburg genutzten Frequenz 97,1 MHz geht Energy Hamburg auf Sendung.
- 1. Dezember – Der hr stellt sein Computermagazin Chippie ein.

## Fernsehen

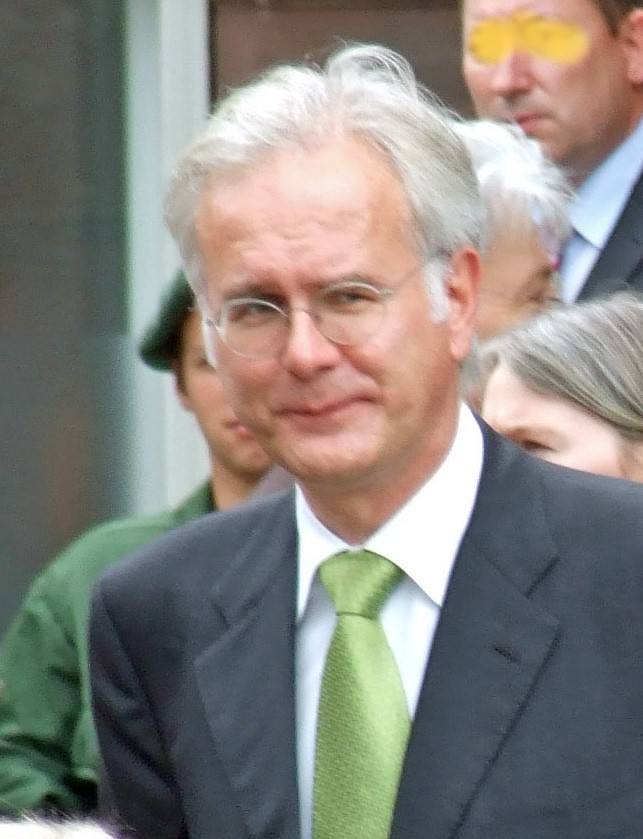
Auf Sat1 startet Die Harald Schmidt Show

- 2. Januar – Das Erste Deutsche Fernsehen beginnt mit der Ausstrahlung der Serie Verbotene Liebe.
- 8. Januar – Die Kindershow Pumuckl TV startet im Ersten Deutschen Fernsehen.
- 21. Januar – Bei den 52. Golden Globes in Los Angeles werden die Fernsehserien Akte X und Frasier ausgezeichnet.
- 25. Januar – In den USA beginnt der Prozess gegen den Footballspielers O. J. Simpson, der dort live im Fernsehen mitverfolgt werden kann. Der Fall sorgt in den USA und weltweit für enormes Aufsehen und bringt dem Sender Court TV Rekordeinschaltquoten ein.
- 15. Februar – In Berlin startet ein Pilotprojekt der Telekom um die Möglichkeiten interaktiven Kabelfernsehens zu demonstrieren. Den Testern stehen etwa Homeshopping und Sendungen on-demand (z. B. Talkshows) zur Verfügung. Damit handelt es sich inhaltlich um einen frühen Vorläufer heutiger Mediatheken und Streamingdienste. Noch im selben Jahr starten ähnliche Versuche in anderen deutschen Städten. Da die Zahl der teilnehmenden Haushalte jedoch klein ist und die Angebote für den Nutzer gratis sind, rechnet es sich für die Beteiligten Sender kaum[1].
- 28. Februar – Auf ORF 2 wird die letzte Ausgabe des Diskussionsformats Club 2 ausgestrahlt. Thema der von Günther Nenning moderierten Sendung: „Wiedergeburt“.
- 10. März – Start von VH-1 Deutschland.
- 2. April – Der Musiker und Sänger Rio Reiser ist in einer vom BR produzierten Folge der Krimireihe Tatort zu sehen. Reiser, der auch die Musik zu dieser unter dem Titel Im Herzen der Eiszeit gesendeten Folge schreibt, spielt die Rolle des kürzlich aus langjähriger Haft entlassenen Anarchisten Reinhard Kammermeier.[2]
- 24. April – ProSieben beginnt mit der deutschsprachigen Erstausstrahlung der Fernsehserie Seinfeld.
- 3. Mai – Der Hamburger Lokalsender Hamburg 1 nimmt seinen Sendebetrieb auf.
- 7. Mai – Auf RTL 2 ist die erste Ausgabe der zunächst von Amanda Lear moderierten Erotiksendung Peep! zu sehen. Größere Bekanntheit und Kultstatus erlangt die Sendung aber erst durch die Moderation von Verona Feldbusch ab 1996.
- 11. Mai – Bei RTL 2 ist die Japanische Anime-Serie Hallo Kurt! zu sehen.
- 6. Juni – Auf ORF 2 ist im Rahmen der Reihe Kunst-Stücke die erste Folge der Talkshowsatire Phettbergs Nette Leit Show zu sehen. Die ursprünglich durch die Off-Theater-Gruppe Sparverein „Die Unz-Ertrennlichen“ um Kurt Palm entwickelte, 1994 erstmals aufgeführte Bühnenshow bringt Hermes Phettberg, der bislang nur in der Wiener Homosexuellenszene und den Lesern seiner Kolumne „Phettbergs Predigtdienst“ in der Stadtzeitung Falter bekannt war, vorübergehende Prominenz im gesamten deutschsprachigen Raum ein.
- 11. Juni – Die Sendung mit der Maus feiert ihre 1000. Sendung. Gefeiert wird sie mit einem großen Sommer-Preisrätsel.
- 6. Juli – Das Erste Deutsche Fernsehen zeigt Sommergeschichten.
- 6. September - Jens Riewa spricht seine erste 20-Uhr-Tagesschau. Er löst den verstorbenen Chefsprecher Werner Veigel ab.
- 16. September – Die US-Comicserie von Marvel New Spider-Man ist bei RTL in deutscher Erstausstrahlung zu sehen.
- Oktober – Auf 3sat geht die erste Ausgabe des werktäglichen Kulturmagazins Kulturzeit auf Sendung.
- 4. Oktober – Der ORF strahlt die erste Folge der Talkshowreihe Lebens-Künstler, moderiert von Helmut Zilk, aus.
- 13. Oktober – Im ZDF hat die erste Staffel der japanischen Anime-Serie Sailor Moon ihren deutschen Sendestart. Alle weiteren Staffeln der Serie werden ab August 1997 bei RTL Zwei ausgestrahlt.
- 14. Oktober – FOX strahlt die erste Folge von MADtv aus.
- 29. Oktober – Im ZDF wird vor der 100. Folge von Siebenstein eine Dokumentation für Kinder über den Werdegang der Sendereihe als Special Hipp,hipp hurra: Siebensteins feiern ausgestrahlt.
- 1. November – Sendebeginn von Franken TV, dem ersten Lokalsender der Region Franken.
- 5. Dezember – Auf Sat.1 ist die erste Folge der Late-Night-Show Die Harald Schmidt Show zu sehen.
- 25. Dezember – Bei Ferienfieber ist die Miniserie Die Sängerknaben in der ARD zu sehen.
- 27. Dezember – Das ZDF zeigt die erste Folge der Familienserie Unser Charly.
- 30. Dezember – Die ARD sendet zum letzten Mal die Kindersendung Disney Club. (Als Nachfolgersendung kommt ab Januar 1996 der Tigerenten Club.)

## Gestorben
- 16. Januar – Hans-Jürgen Nierentz, deutscher Schriftsteller und Fernsehintendant in der Zeit des Nationalsozialismus, stirbt 85-jährig in Düsseldorf.
- 5. Februar – Doug McClure, US-amerikanischer Schauspieler und Seriendarsteller (Die Leute von der Shiloh Ranch, 1962–1971), stirbt 59-jährig in Sherman Oaks (Los Angeles). McClure wurde zum Vorbild für die Figur des Troy McClure in Die Simpsons.
- 11. März – Lotte Rausch, deutsche Schauspielerin, u. a. weibliche Hauptdarstellerin in der Fernsehserie Familie Schölermann, stirbt 83-jährig in Offenbach.
- 28. März – Hanns Joachim Friedrichs, deutscher Fernsehjournalist und Moderator der ARD-Tagesthemen, stirbt 68-jährig in Hamburg.
- 4. April – Kenny Everett, eigentlich Maurice Cole, britischer Radio-DJ und Fernsehentertainer, stirbt 50-jährig in London.
- 9. April – Oscar Heiler, deutscher Schauspieler und Komiker, vor allem bekannt als Häberle aus dem Duo Häberle und Pfleiderer, stirbt 88-jährig in Stuttgart.
- 23. April – Howard Cosell, US-amerikanischer Sportreporter, stirbt 77-jährig in New York City. Cosell wurde dem deutschsprachigen Publikum durch einen Cameo-Auftritt in dem Woody-Allen-Film Bananas 1971 bekannt.
- 2. Mai – Werner Veigel, ehemaliger Chefsprecher der Tagesschau, stirbt 66-jährig in Hamburg.
- 18. Mai – Elisha Cook, US-amerikanischer Schauspieler, stirbt 91-jährig in Kalifornien. Cook verkörperte ab den 1930er Jahren als Leinwanddarsteller zahlreiche Gangstercharaktere. Das internationale Fernsehpublikum lernte ihn als Unterweltboss „Icepick“, eine Nebenrolle der Krimiserie Magnum (1980–1988), kennen.
- 18. Mai – Elizabeth Montgomery, US-amerikanische Schauspielerin (Samantha Stephens in Bewitched, 1964–1972), stirbt 62-jährig in Los Angeles.
- 21. Mai – Walter Richard Langer, österreichischer Hörfunkmoderator (Vokal – Instrumental – International, 1967–1987), stirbt 58-jährig in Wien.
- 1. Juli – Wolfman Jack, eigentlich Robert Smith, US-amerikanischer Radio-DJ, stirbt 57-jährig im US-Bundesstaat North Carolina. Wolfman Jack war durch seine Sendungen auf AFN auch in Deutschland bekannt.
- 4. Juli – Bob Ross, US-amerikanischer Maler und Fernsehpräsentator (The Joy of Painting), stirbt 52-jährig in New Smyrna Beach (Florida).
- 22. September – Alfred Böhm, österreichischer Schauspieler und Hörspielsprecher (Der Leihopa), stirbt 75-jährig in Wieselburg, Niederösterreich.
- 27. Oktober – Leo Bardischewski, deutscher Schauspieler und Synchronsprecher, stirbt 80-jährig in München.
- 26. November – Wim Thoelke, deutscher Showmaster, stirbt 68-jährig in Niedernhausen.
- 18. Dezember – Konrad Zuse, deutscher Erfinder und Unternehmer, stirbt 85-jährig in Hünfeld bei Fulda. Zuse konstruierte mit dem Zuse Z3 in den 1940er Jahren den ersten programmierbaren Computer.
- 31. Dezember – Fritz Eckhardt, österreichischer Schauspieler (Tatort-Kommissar Marek, Hallo – Hotel Sacher, Portier!), stirbt 88-jährig in Klosterneuburg.